# Platyrhacus marginellus
Platyrhacus marginellus är en mångfotingart som beskrevs av Filippo Silvestri 1895. Platyrhacus marginellus ingår i släktet Platyrhacus och familjen Platyrhacidae. Inga underarter finns listade i Catalogue of Life.